# Дейв Зафарін
Дейв Зафарін (нід. Dave Zafarin, нар. 22 травня 1978, Керкраде) — нідерландський футболіст, що грав на позиції півзахисника, зокрема, за клуб «Рода» (Керкраде).
Володар Кубка Нідерландів. 

## Ігрова кар'єра
Народився 22 травня 1978 року в місті Керкраде. Вихованець футбольної школи місцевого клубу «Рода». Дорослу футбольну кар'єру розпочав 1995 року в основній команді того ж клубу, в якій провів сім сезонів, взявши участь у 106 матчах чемпіонату. За цей час виборов титул володаря Кубка Нідерландів.
Згодом з 2002 по 2011 рік грав у складі команд «Де Графсхап», «Аустрія Кернтен», «Фортуна» (Сіттард), «Осс» та «ЕВВ».
Завершив ігрову кар'єру в аматорському клубі «Гроене Стер», за команду якого виступав протягом 2011—2015 років.

## Титули і досягнення
- Володар Кубка Нідерландів (1):

«Рода»: 1999-2000